# Церковь Георгия Победоносца (Смоленск)
Церковь Георгия Победоносца (Георгиевская церковь, Нижне-Георгиевская церковь) — православный храм в Смоленске. Построен в 1782 году. Архитектура барочная с влиянием классицизма.

## История
Церковь Георгия Победоносца находится в восточной части города и расположена на крутом высоком холме между двумя оврагами. В XVII веке проживавшие в этой местности донские казаки построили деревянную Георгиевскую церковь. В 1782 году она была заново отстроена из кирпича на средства священника Гетрошевича. Первоначально имела два придела: Дмитрия Солунского и Владимирской Богоматери. Позднее, в 1826 году, была пристроена колокольня. До революции улица, на которой находилась церковь, также носила название Георгиевской.
В 1937 году Георгиевская церковь была закрыта и передана под партархив. В 1941—1943 годах здание получило ряд повреждений; в начале 1980-х годов было отреставрировано. После реставрации в церкви размещалась областная научно-производственная реставрационная мастерская.
В 1999 году здание было передано Смоленской епархии для размещения общежития Смоленского межъепархиального духовного училища; в отдельном помещении обустроен освящённый в 2002 году домовый храм. 
Имеет статус объекта культурного наследия регионального значения.

## Архитектура

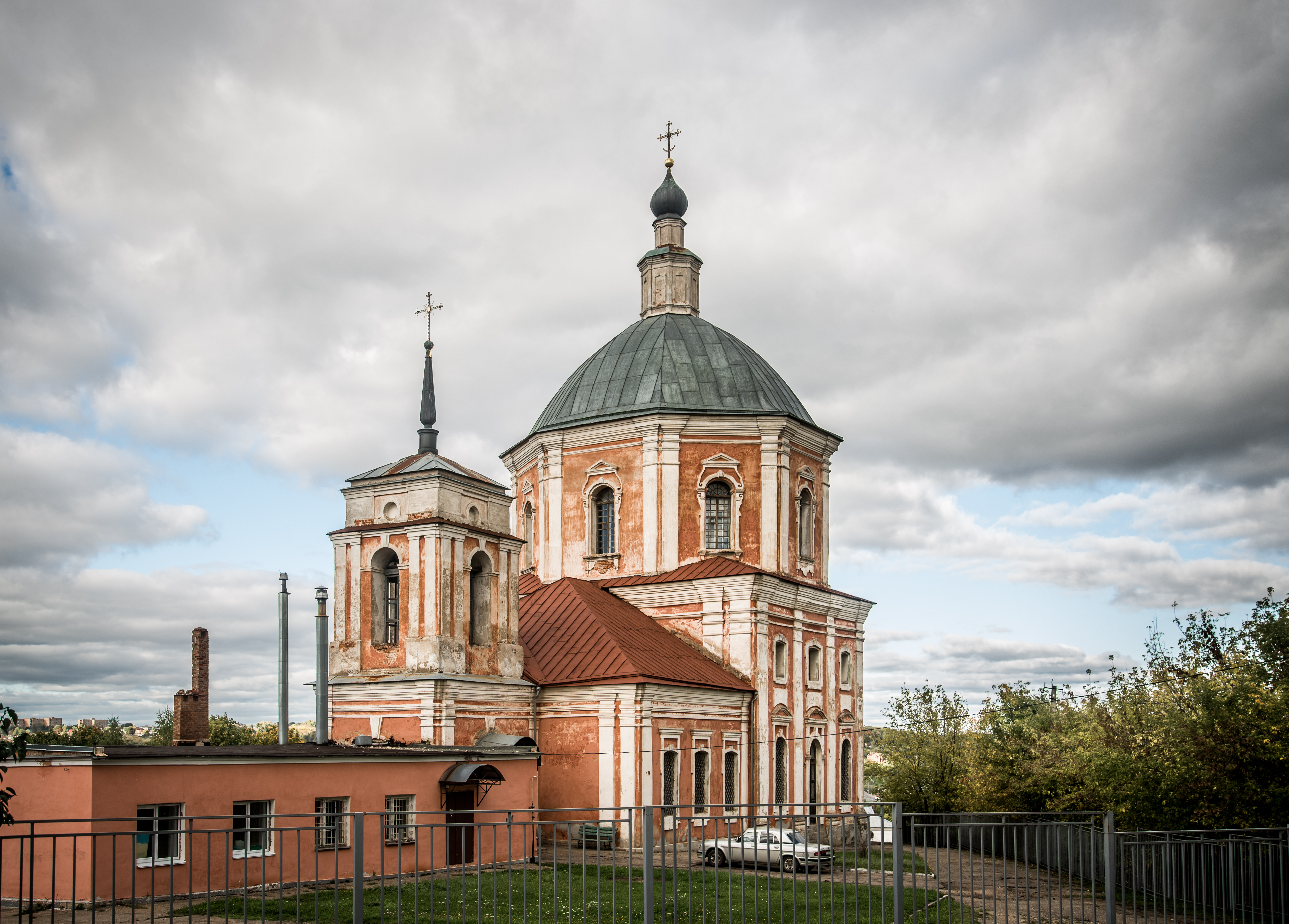

Георгиевская церковь — памятник архитектуры барокко, однако в облике храма заметно также влияние классицизма. Планировка соответствует типу приходской церкви, многократно воспроизводившемуся в смоленских постройках XVIII века, однако в композиции использован новый приём: «на прямоугольный центральный объём поставлен широкий восьмерик, увенчанный небольшим двухъярусным барабаном с главкой». Апсида (прямоугольная, со скруглёнными углами) и трапезная очень низкие: намного ниже основного четверика. Колокольня, состоящая из двух четвериков и аттикового полуяруса, венчается шпилем.
О декоративной отделке фасадов И. Д. Белогорцев писал: «Георгиевская церковь … обработана робкими пилястрами и скудным двойным карнизом, сохранившими следы барочных форм, но уже потерявшими их былую пышность». Окна первого яруса, разнящиеся по форме и величине, имеют ленточные обрамления с сандриками. Арочные окна восьмерика украшены волютами и небольшими треугольными фронтонами.
Главный вход в храм расположен нетрадиционно: на южном фасаде колокольни. Внутреннее помещение, перекрытое восьмилотковым сводом, в настоящее время разделено на три этажа.
Выразительный силуэт храма виден издалека и играет заметную роль в панораме восточной части города. По характеристике П. А. Раппопорта и А. Т. Смирновой, Георгиевская церковь представляет собой «один из интереснейших памятников смоленского зодчества конца XVIII века».

## Комментарии
1. ↑  Или Гетрашевича[2]; встречается также написание «Петрошевича»[3].